# Alvine Holz
Alvine Holz (* 24. Oktober 2004 in Berlin-Pankow) ist eine deutsche Skispringerin, die für den WSV 1923 Bad Freienwalde startet.

## Werdegang
Anders als im Skispringen üblich, begann Alvine Holz erst mit 14 Jahren diese Sportart auszuüben.
Trotzdem debütierte Holz am 9. August 2021 in Klingenthal im Alpencup und schloss beide Wettkämpfe auf dem 18. Platz ab. Seitdem trat sie häufig in dieser Wettkampfserie an und platzierte sich normalerweise in den Top 30, wobei ihr bestes Ergebnis bisher (Stand 9. Januar 2024) ein zweiter Platz in Seefeld im Dezember 2023 war.
Zudem gab Alvine Holz im Februar 2022 ihr Debüt im FIS-Cup, wo sie bei ihren wenigen Starts auch meist Erfolg hatte.
Bei den deutschen Meisterschaften im Skispringen 2023 wurde Holz Achte im Hauptwettkampf und gewann bei den Junioren.
Nachdem Holz in der Saison 2023/24 in Intercontinental-Cup mehrmals punktete, wurde sie während der Two-Nights-Tour als Teil der Nationalen Gruppe in Garmisch-Partenkirchen im Weltcup eingesetzt und erzielte dort ihre ersten Punkte.

## Statistik

### Weltcup-Platzierungen
| Saison  | Platz | Punkte |
| ------- | ----- | ------ |
| 2024/25 | 036.  | 048    |